# Teatro romano de Córdoba
El teatro romano de Córdoba está situado en Córdoba, España. Ubicado dentro del recinto amurallado, podemos encontrar los restos del mismo bajo el actual Museo Arqueológico y Etnológico de Córdoba. En tiempos del emperador Augusto se convirtió en el segundo teatro más grande del Imperio romano, ya que este emperador nombró a Corduba como capital de la Bética, al considerarla la ciudad más romanizada.

## Historia
Los romanos eligieron una de las zonas más altas de la ciudad, fuera de las murallas, para aprovechar la pendiente y construir los graderíos. Numerosos estudios estiman que el edificio podría pertenecer a la época augustea, antes del año 5 a. C., y cuya ornamentación y decoración pudo extenderse hasta la época julio-claudia, entre el año 14 y el 69. Su aforo era de unos 15 000 espectadores, solo superado por los de Roma. El teatro estaría en uso hasta el siglo III, cuando un terremoto lo destruyó gravemente. Durante el siglo IV se intentaría restaurar, pero los expolios y el uso de las piedras para otras construcciones acabaron finalmente frustrando la oportunidad.
Finalmente, la zona pasó a un uso residencial durante la Edad Media y se construyó encima, especialmente, el palacio de los Páez de Castillejo, pasando a estar cubierto hasta la actualidad. En dicho palacio se trasladó el Museo Arqueológico en 1959.

### Descubrimiento
El teatro romano de Córdoba fue descubierto en el año 1994, aunque ya se sabía de su existencia por fuentes epigráficas del siglo XIX, en una campaña de excavación en la que se encontró aproximadamente el 30 % del mismo, lo que hizo posible que se conocieran sus dimensiones totales. 
En la actualidad es posible visitar los restos del teatro gracias a la última restauración realizada en el Museo Arqueológico de Córdoba. La intervención ha consistido en crear un edificio anexo al museo, con el fin de poder observar los vestigios en un mayor tamaño y claridad, que a los ya encontrados en el interior del museo.

## Descripción

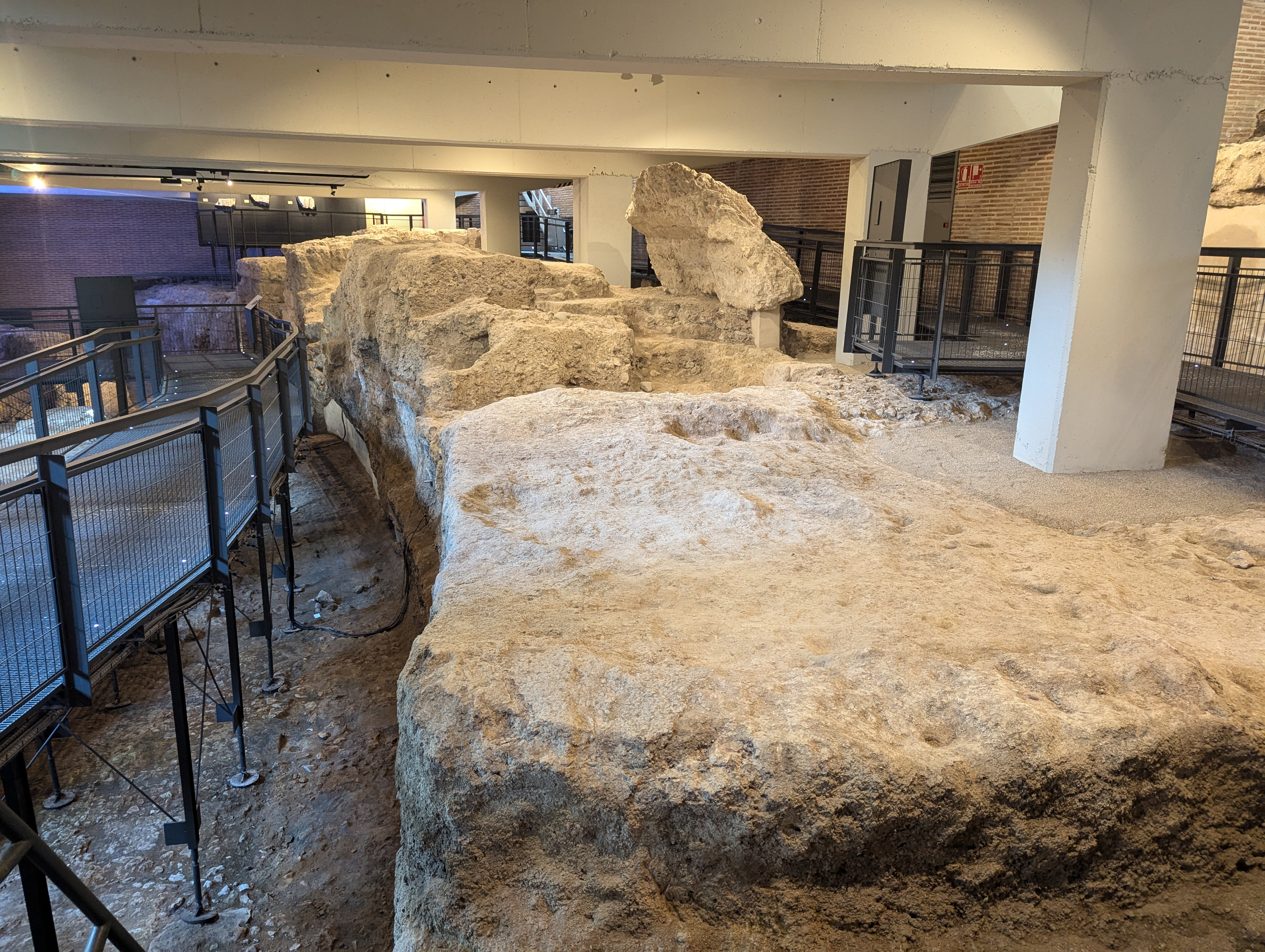
Los restos del graderío se encuentran bajo el Museo Arqueológico y Etnológico de Córdoba

Su cávea de 124,23 metros de diámetro, lo convirtieron en el mayor teatro de toda Hispania y el segundo más grande de todo el Imperio romano, únicamente superado por seis metros por el Teatro de Marcelo en Roma.
El teatro aprovechó el desnivel de terreno para construir el graderío. En el exterior, una serie de 3 terrazas daba acceso a los distintos niveles de gradas. Restos de estas terrazas se hallan actualmente bajo un patio del Museo Arqueológico, mientras que parte de los escalones que conectaban la terraza baja con la media, se pueden contemplar hoy en una de las sala de exposición del Museo. 
Aunque no ha podido ser confirmado por una excavación arqueológica, los estudios actuales apuntan a que la plaza de Jerónimo Paéz es una fosilización de la orchestra, la zona donde se situaban los músicos, así como la calle Marqués del Villar lo sería de la scena, la zona donde tenía lugar la representación.